# Demokratische Pensionistenpartei Sloweniens
Die Demokratische Pensionistenpartei Sloweniens (slow. Demokratična stranka upokojencev Slovenije oder DeSUS) ist eine liberale politische Partei in Slowenien. Sie vertritt die Interessen von Pensionären und älteren Menschen. Nachdem die DeSUS seit 1996 ununterbrochen im Slowenischen Nationalversammlung vertreten war, erreichte sie bei der Parlamentswahl 2022 lediglich 0,62 % der Stimmen und verlor ihre Repräsentanz im Parlament.

## Geschichte
Die DeSUS wurde 1990 als Interessenvertretung der älteren Generation gegründet. Bei den Wahlen 1996 gelang ihr mit 4,3 % der Stimmen der Sprung über die 4%-Sperrklausel und die DeSUS war erstmals im Parlament vertreten. Diesem gehörte sie bis 2022 mit jeweils 4–10 % der Stimmen ununterbrochen an. In dieser Zeit war die DeSUS an fast allen Regierungen beteiligt.
Der langjährige Vorsitzende Karl Erjavec führte die Partei 15 Jahre lang, von 2005 bis 2020. Auf dem Parteitag im Januar 2020 setzte sich Landwirtschaftsministerin Aleksandra Pivec als neue Vorsitzende durch. Pivec führte die Partei jedoch nur wenige Monate. Nachdem der Parteirat ihr das Misstrauen ausgesprochen hatte, legte sie am 9. September 2020 den Vorsitz nieder und musste am 5. Oktober 2020 auch als Landwirtschaftsministerin zurücktreten. Gesundheitsminister Tomaž Gantar übernahm kommissarisch die Parteiführung. Zum Nachfolger Pivec’ wurde am 5. Dezember 2020 wiederum der langjährige Vorsitzende Karl Erjavec gewählt, der sich auf einem außerordentlichen Parteitag mit 146 zu 71 Stimmen gegen den Kandidaten Srečko Felix Krope durchsetzte. Im Anschluss daran traten erhebliche Differenzen zwischen Erjavec und der DeSUS-Parlamentsfraktion auf, welche die Bestrebungen des Vorsitzenden zum Sturz der Regierung Jansa, welcher die DeSUS angehört, nicht unterstützte. Erjavec trat daher am 10. März 2021 wieder vom Parteivorsitz zurück und verließ die Partei. Die Parteiführung übernahm zunächst kommissarisch der bisherige Vizevorsitzende Anton Balažek, am 31. März Brigita Čokl, ebenfalls nur kommissarisch. Am 19. Juni 2021 wurde schließlich Ljubo Jasnič zum neuen Vorsitzenden gewählt.
Nach den vorangegangenen Streiten verlor die DeSUS deutlich an Zustimmung. Seit den Wahlen 2022 ist sie nicht mehr im Parlament vertreten.